# Westend Gate
Il Westend Gate (scritto anche WestendGate, noto anche come Marriott Hotel, già Plaza Büro Center) è un grattacielo di Francoforte sul Meno, nel quartiere Westend. È posto sulla Hamburger Allee 2-10, di fronte alla fiera. L'edificio, alto 159 metri, venne costruito nel 1976 ed ha 47 piani. Gli architetti progettisti furono Siegfried Hoyer e Richard Heil. La superficie utilizzabile dell'edificio è di 55 400 m².
All'inaugurazione fu per breve tempo l'edificio più alto in Germania. Si compone di un'ala adibita ad uffici, che fu pubblicizzata come Plaza Büro Center, e un'ala adibita ad albergo, denominato Plaza Hotel. Il gruppo alberghiero Marriott si installò nell'edificio nel 1989, e oggi amministra, oltre alla lobby al piano terreno, la sala da ballo al primo piano, l'area conferenze al quinto piano, e i piani dal 26 al 44.
Negli anni novanta la zona dell'ingresso venne ridisegnata in stile postmoderno, con una grande cupola storicista in vetro, e diverse ed altre decorazioni, che contrastano fortemente con l'architettura complessiva dell'edificio. A partire dall'ottobre 2008 l'edificio venne rinnovato, e fra i vari interventi vennero rimosse le decorazioni postmoderne; in tale occasione l'edificio assunse il nome attuale. A partire dal secondo quadrimestre del 2009 gli spazi per uffici furono nuovamente disponibili per gli acquirenti.
Nel novembre 2008 risultava vuoto circa un terzo degli spazi complessivi (17 500 m²), e il 46% degli spazi per uffici. L'edificio appartenne dal 1988 al febbraio 2012 al fondo immobiliare DEGI; questa dal 1998 al 2007 fu parte del gruppo 'Dresdner Bank, mentre oggi appartiene al gruppo svedese Aberdeen Property Investors Holding AB, a sua volta controllato dal britannico Aberdeen Asset Management.
Nel marzo 2012 il WestendGate passò alla RFR Holding e al coinvestitore Stenham Property.